# Григорій VII
Григо́рій VII (лат. Gregorius VII; біля 1021 — 25 травня 1085) — Папа Римський (1073–1085). Народився у Совані, Тосканська марка, Священна Римська імперія. В миру — Гільденбра́нд Сова́нський (італ. Ildebrando da Soana). Найбільш відомий через боротьбу за інвеституру з німецькими імператором Генріхом IV, внаслідок якої було затверджено первинність папської влади і встановлено новий канон у справі обрання папи Колегією кардиналів. У працях сучасників-опонентів, а також подальшій антикатолицькій, протестантській історіографії зображувався вкрай негативно. Тричі відлучав від церкви імператора Генріха IV, через що той призначив антипапою Климента III. Був поборником целібату, який остаточно затвердив у Католицькій церкві; виступав палким противником симонії. Наприкінці життя помер у вигнанні, в Салерно, графстві Апулії і Калабрії.
Святий Католицької церкви (беатифікований 1584 року папою Григорієм XIII; канонізований 24 травня 1728 року папою Бенедиктом XIII). День поминання — 25 травня. Патрон Сованської діоцезії.

## Біографія

### Ранні роки
Гільдебранд народився у Тоскані в знатній родині Альдобрандескі. Його послали до Рима, де його дядько був настоятелем монастиря св. Марії.
Коли Генріх III змістив папу Григорія VI, Гільдебранд супроводжував останнього у вигнанні до Німеччини. Спочатку він не мав жодного бажання перетинати Альпи, проте проживання в Німеччині було дуже важливим для освіти Гільдебранда. Він навчався у Кельні до самого свого повернення до Рима разом із папою Левом IX. Під його керівництвом Гільдебранд розпочав своє служіння церкві.
Після смерті Лева IX Гільдебранд, як посланець Рима, прибув до двору імператора, де підтримав кандидатуру папи Віктора II, який відрядив його легатом до Франції. Коли папу Стефан IX (X) було обрано 1057 року без згоди імперського двору, Гільдебранда відрядили до Німеччини для отримання такої згоди, яку він зміг одержати. Проте, Стефан IX (X) помер до повернення Гільдебранда.
Він відіграв значну роль у зміщенні антипапи Бенедикта X та обранні папою Миколая II 1059 року.

### Понтифікат

#### Обрання

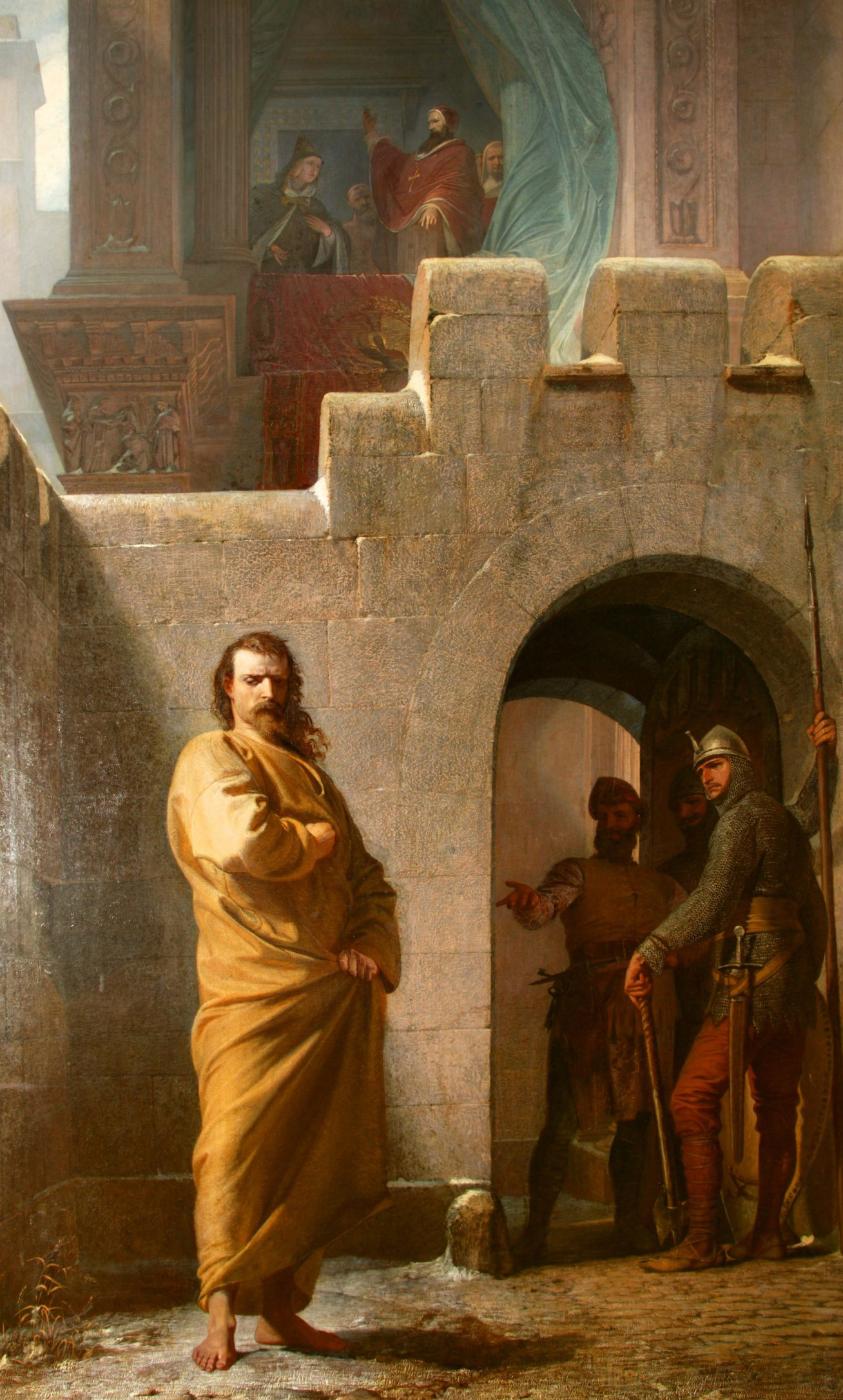
Генріх IV в Каноссі

Після смерті Олександра II Гільдебранд став папою. Однак, його обрання не було проведено відповідно до декрету, прийнятого за його ж ініціативою в 1059 році. Римляни, які зібрались у Латеранській церкві св. Іоанна зняли крик, вигукуючи «Нехай Гільдебранд буде нашим єпископом!»
Після обрання Григорія пожвавлюється рух за церковні реформи. В ХІ столітті монарша влада переважала над церковною, що, вочевидь, не влаштовувало церкву. Монархи мали повноваження назначати єпископів і втручатися у справи церков на їхніх володіннях. Григорій VII розпочав боротьбу з Генріхом IV, зокрема за право скидати королів та імператорів, відлучивши його від церкви за відмову підтримати «Папські Диктати», чим створив імператору Священної Римської імперії суттєві внутрішні проблеми.
Зокрема, у згаданих «Диктатах» передбачалося: «Тільки римський первосвященник може бути названий всесвітнім. Папа не може бути судимий ніким. Римська церква ніколи не помилялася і ніколи не впаде у помилку. Римський первосвященник має право скидати монархів. Папа має носити на собі знаки імператорської влади. Народи й государі зобов'язані цілувати йому ноги…»

#### Конфлікт з імператором
Мав конфлікти із імператором Священної Римської Імперії Генріхом IV. Причина — небажання Генріха підкорятись Папі, вільна інвеститура. Виникали збройні конфлікти.
Каносса — зимова резиденція Папи. Григорій VII виставив ультиматум Генріху IV, згідно з яким імператора буде скинуто і предано анафемі, якщо той не «спокутує свій непослух» перед первосвященником. Водночас Генріху заборонялося покидати свій замок. Імператор пішов на умови, порушив заборону Папи, і вирушив до Канноси, де в замку маркграфині Матильди на той час перебував Григорій VII. Нерідко за фактом частих візитів Григорія до вдови Готфріда Гобатого Матильди Тосканської йому небезпідставно приписують роман з маркграфинею.
Генріх IV за наказом Григорія був на три доби кинутий до в'язниці без води та їжі. Тоді Папа після триденного обмірковування ухвалив рішення: пробачити за умови, якщо Генріх у одязі жебрака поведе коня, на якому верхи сидітиме Папа, до резиденції Папи в Каноссі. Генріх виконав ці принизливі умови. Відтоді є вислів: «Ходити в Каноссу», тобто світському політику визнавати неправоту перед духівництвом.

#### Відносини з Руссю

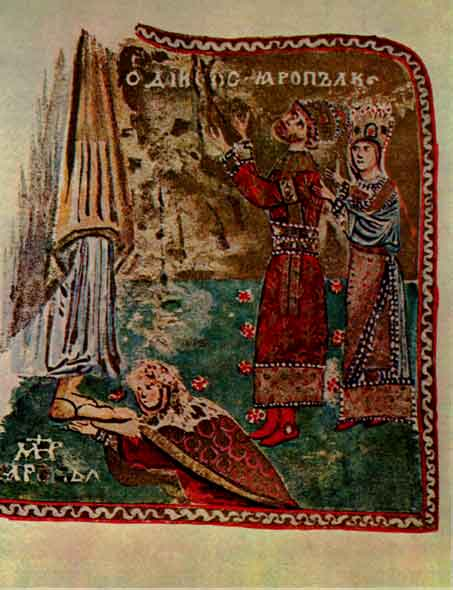
Ярополк і святий Петро (Молитовник Гертруди).

1073 року великий князь київський Ізяслав Ярославич, разом зі своїм сином Ярополком, був прийнятий Григорієм VII.
У листі Григорія VII від 17 квітня 1075 року до Ізяслава, до якого папа звертається за хрещеним іменем як до «Дмитра, короля Русі» (Demetrio regi Ruscorum), він повідомляв, що коронував Ізяславового сина Ярополка королем, і надав йому його королівство як лен Святого Престолу. За три дні, у папському листі від 20 квітня 1075 року до польського князя Болеслава ІІ (Bolezlao duci Poloniorum), Григорій VII сповіщав, що надішле папських легатів для організації церкви в Польщі, і закликав Болеслава допомогти руському королю Ізяславу відновити його володіння в Києві; він також картав польського князя за пограбування Ізяслава.
У листі Григорія VII від 4 жовтня 1079 року до лицаря Вецеліна (Wezelino nobili militi) папа заборонив йому битися проти руського короля Ізяслава.
Про коронацію Ярополка свідчить зображення на мініатюрах з «Молитовника Гертруди». На одній з них зображено апостола Петра з ключами, справа від нього чоловік і жінка, в багатих порфірних одежах з коронами на головах. Над чоловічою фігурою руський напис: «Ярополк», а жінка не названа по імені. Біля ніг Петра лежить похилена у мольбі друга жіноча фігура в княжій одежі, з написом: «мати Ярополка».